# Loyabad
Loyabad (en hindi: लोयाबाद ) es una localidad de la India, en el distrito de Dhanbad, estado de Jharkhand.

## Geografía
Se encuentra a una altitud de 187 m s. n. m. a 168 km de la capital estatal, Ranchi, en la zona horaria UTC +5:30.

## Demografía
Según estimación 2010 contaba con una población de 33 359 habitantes.